# Fabio Borbottoni
Fabio Borbottoni (Firenze, 7 maggio 1823 – Firenze, 17 luglio 1901) è stato un pittore italiano, principalmente autore di vedute urbane di Firenze.

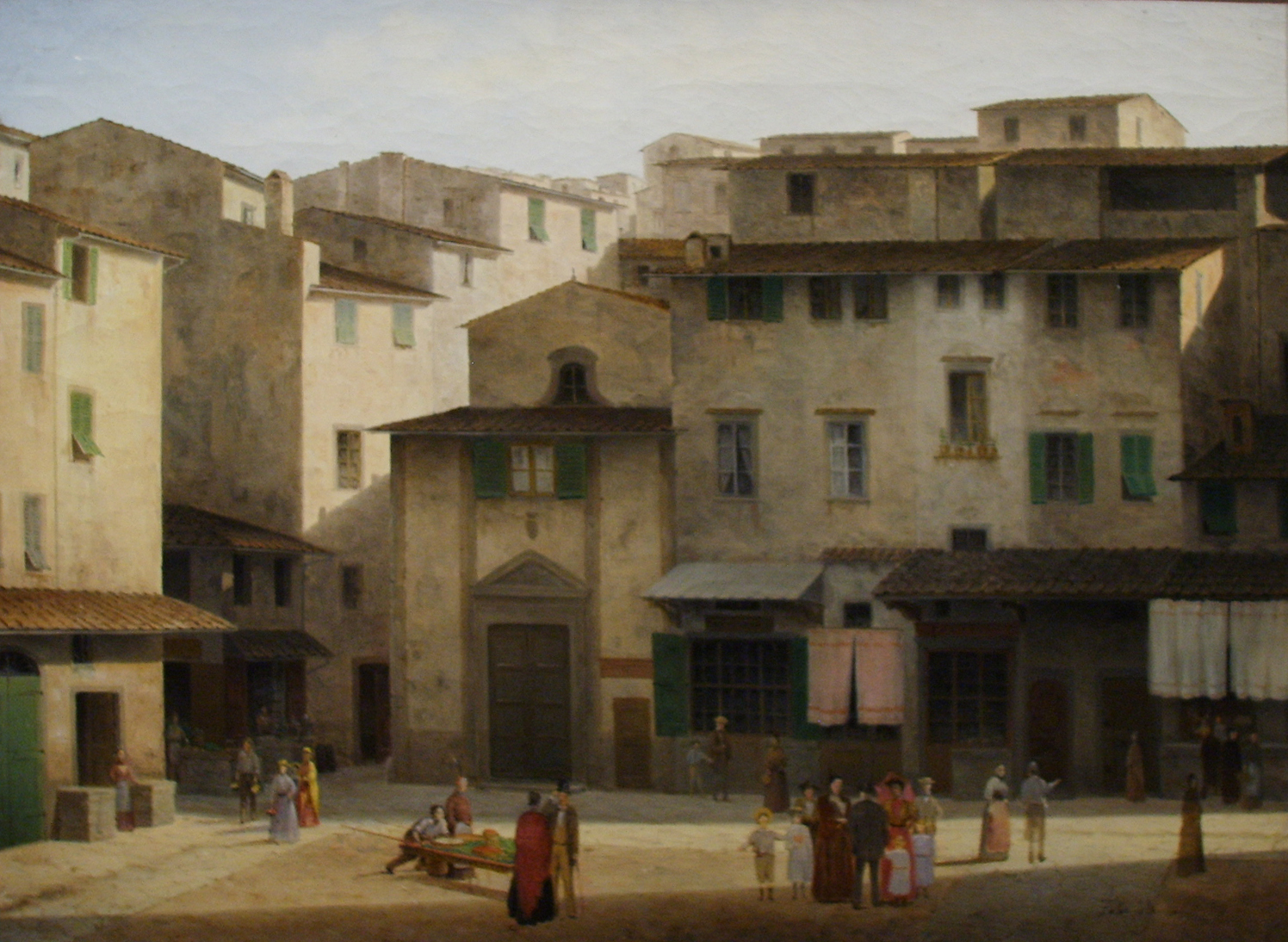
Chiesa di San Tommaso

La sua specialità era la rappresentazione di chiese e scenari cittadini dell'antica Firenze, per esempio: Interno del Duomo, Interno di Santa Croce, Chiesa della Certosa, Interno di Santo Spirito. Aveva anche una predilezione per la rappresentazione nostalgica di scenari cittadini che erano stati alterati durante il Risanamento di Firenze, come il Mercato Vecchio, l'Antica Porta a San Giorgio, Porta a Pinti, Firenze dall'Erta Canina, Belvedere e San Miniato.

## Galleria d'immagini

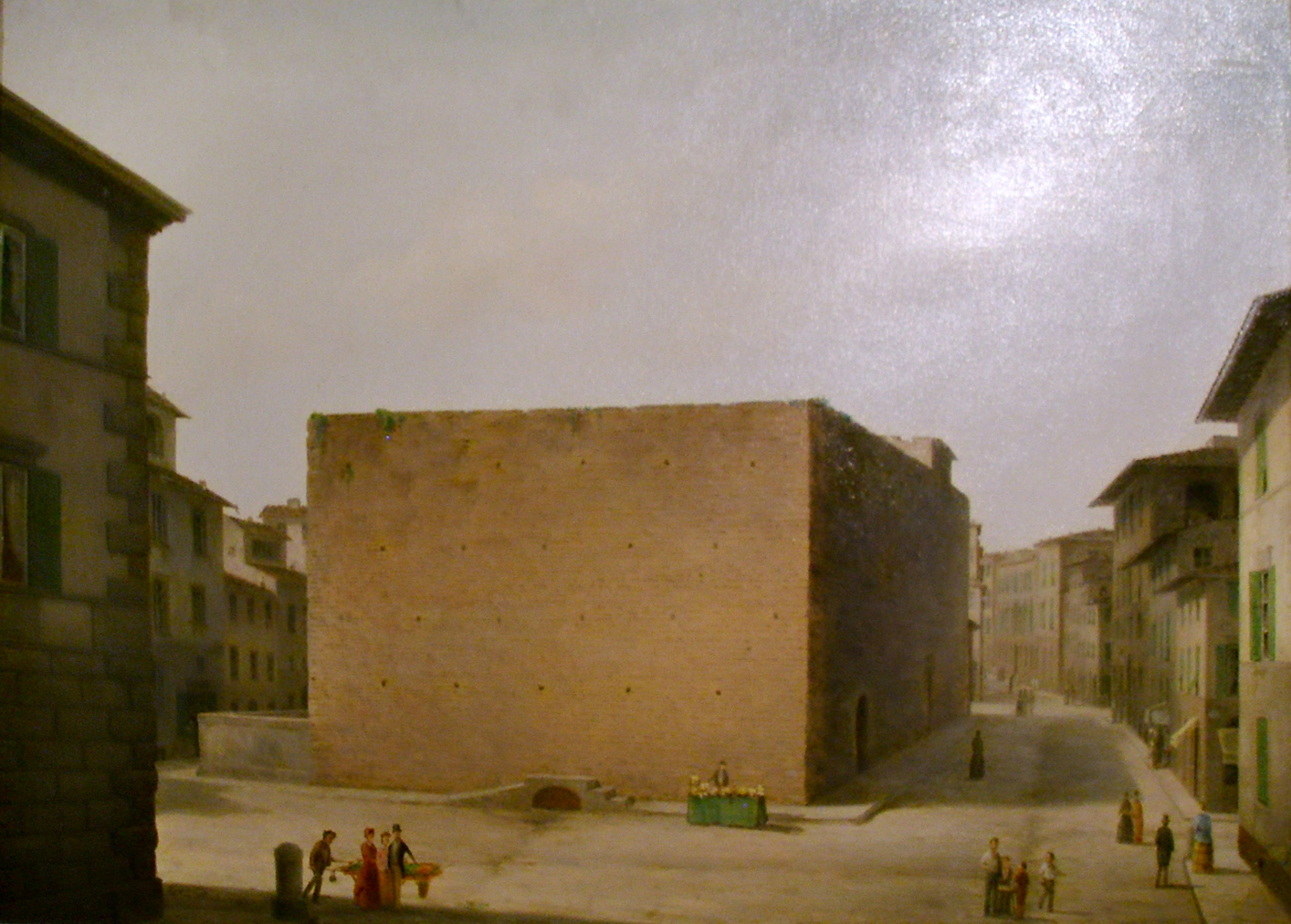
Carcere delle Stinche
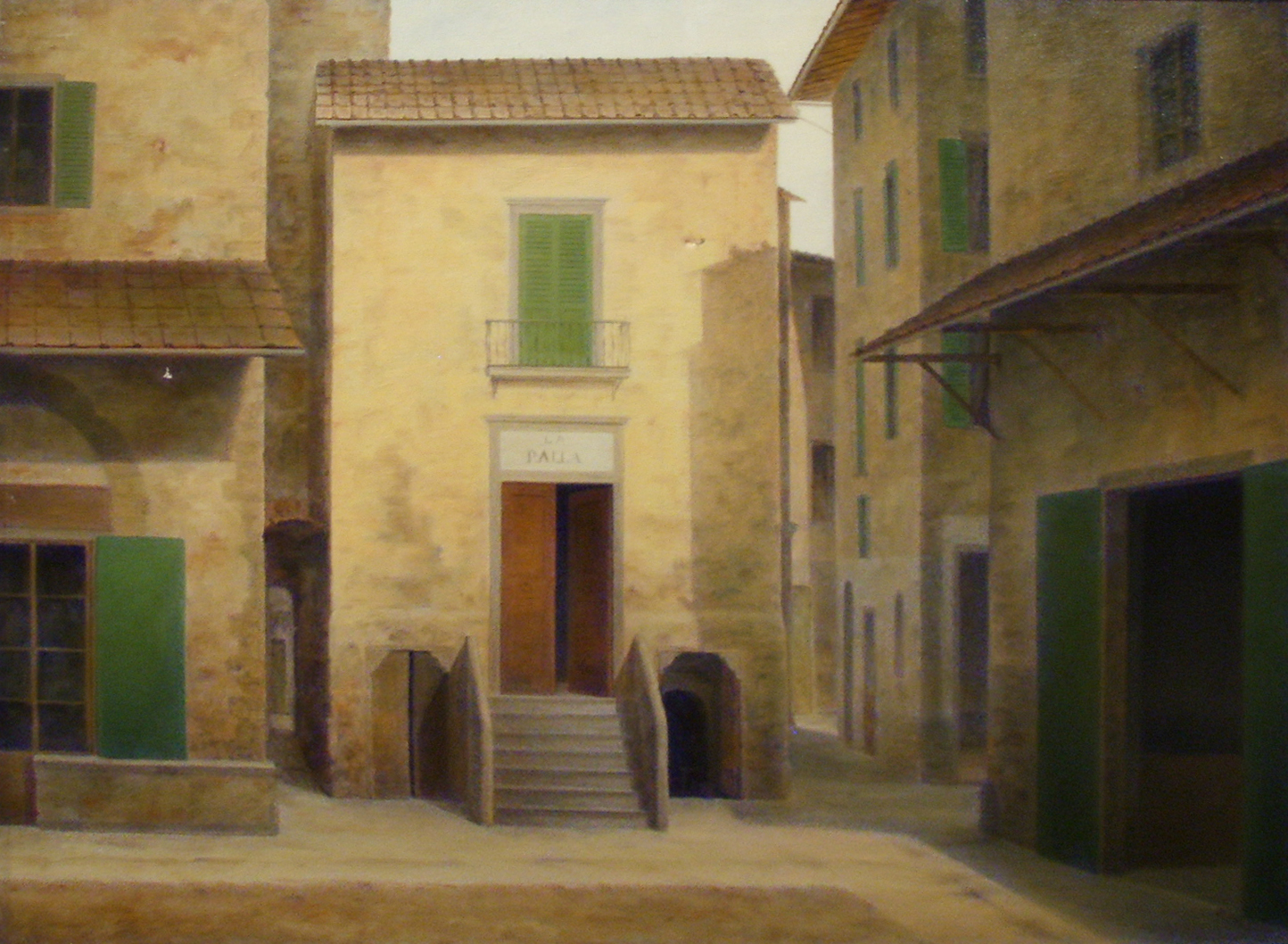
Chiesa della Palla
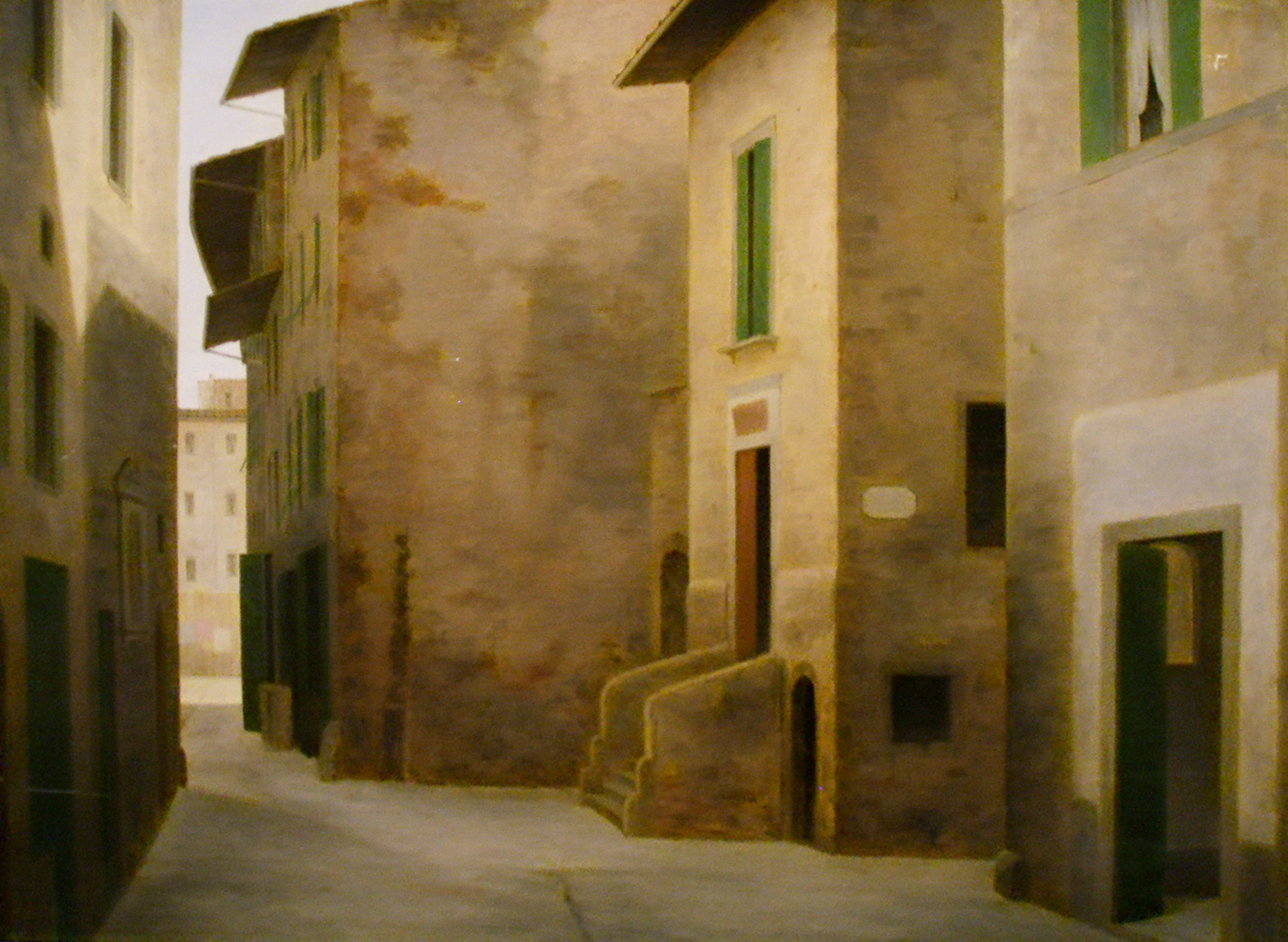
Chiesa della Palla
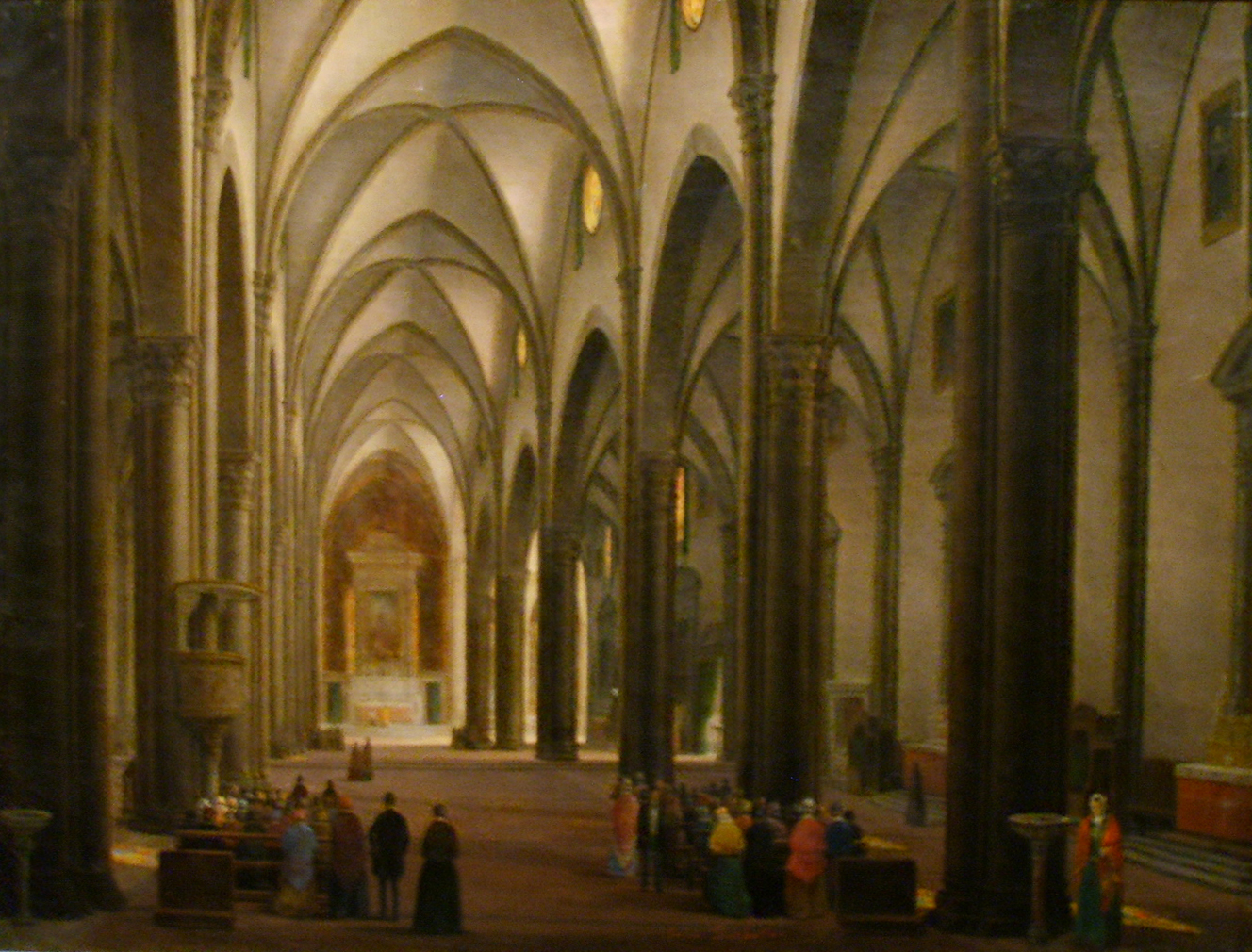
Interno, Santa Maria Novella
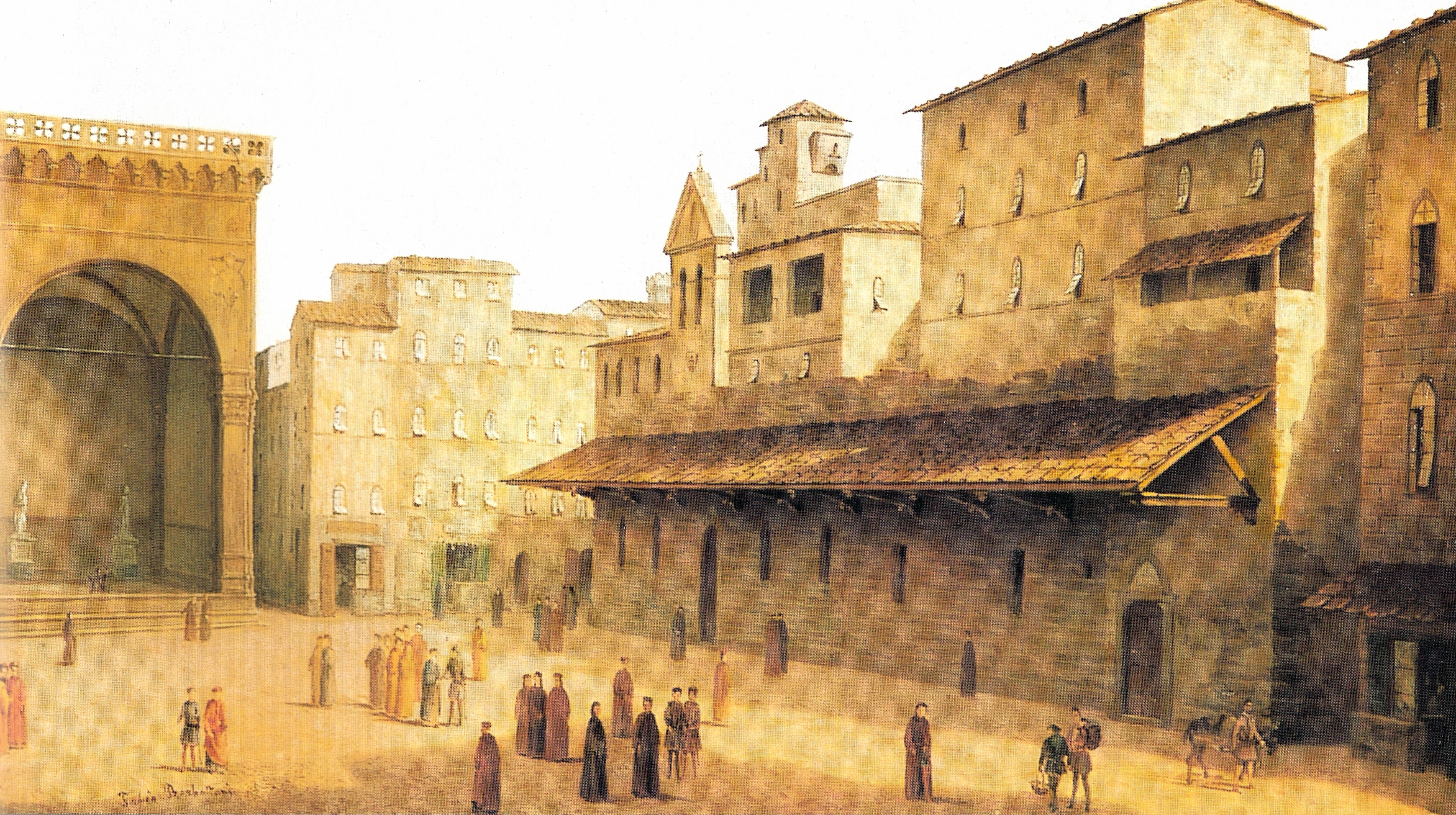
Tettoia dei Pisani in Piazza della Signoria (Dove ora sorge il Palazzo delle Assicurazioni Generali)
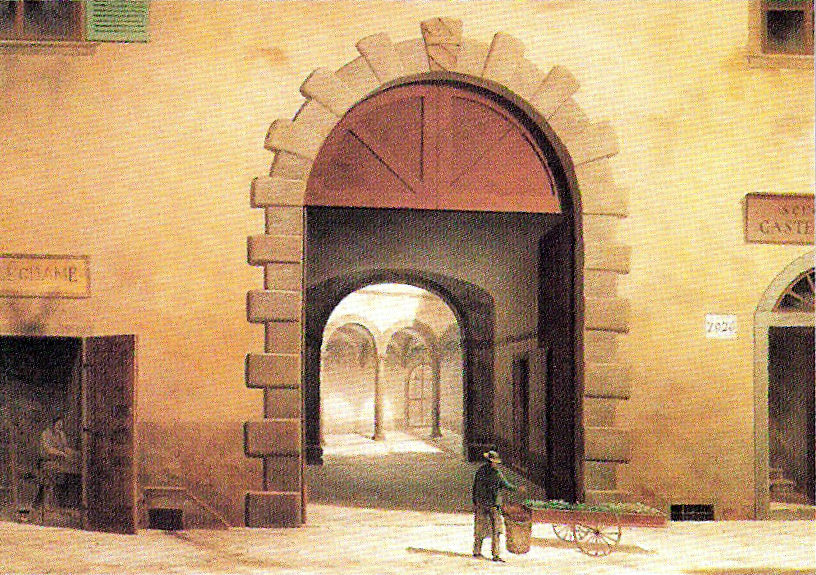
Palazzo Corsini Antinori
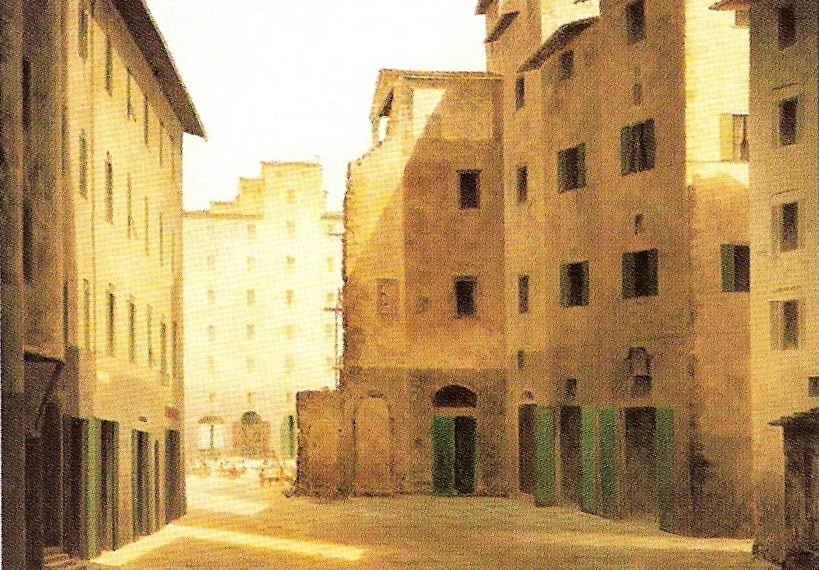
Mercato Vecchio
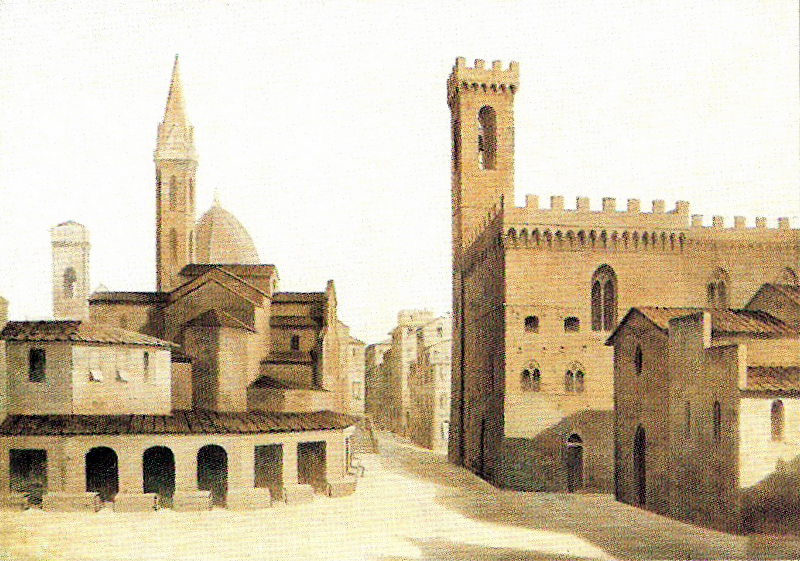
Veduta di Piazza San Firenze